# Weidhausen
Weidhausen là một đô thị ở huyện Coburg bang Bayern nước Đức. Đô thị Weidhausen bei Coburg có diện tích 9,61 km², dân số thời điểm ngày 31 tháng 12 năm 2006 là 3314 người.